# Гуськов, Виктор Владимирович
Виктор Владимирович Гуськов — советский хозяйственный и политический деятель.

## Биография
Родился в 1950 году в деревне Марьино. Член КПСС.
Окончил курсы трактористов в Ряжском районном объединении «Сельхозтехника».
В 1964—1991 гг. — механизатор совхоза «Ряжский», звеньевой механизированного звена по выращиванию зерновых, бригадир тракторной бригады, руководитель арендного производственного коллектива совхоза «Ряжский» Ряжского района Рязанской области.
Лауреат премии Ленинского комсомола.
Избирался народным депутатом России. Делегат XXVII съезда КПСС.
Умер в 1991 году в деревне Марьино.

## Награды
- Орден Ленина
- Орден Знак Почёта
- Орден Трудовой Славы 2 степени
- Орден Трудовой Славы 3 степени